# Asphondylia loewi
Asphondylia loewi är en tvåvingeart som först beskrevs av Frederick Askew Skuse 1888.  Asphondylia loewi ingår i släktet Asphondylia och familjen gallmyggor. Inga underarter finns listade i Catalogue of Life.